# Figueres (kommunhuvudort)
Figueres är en kommunhuvudort i Spanien.   Den ligger i provinsen Província de Girona och regionen Katalonien, i den östra delen av landet, 600 km öster om huvudstaden Madrid. Figueres ligger 41 meter över havet och antalet invånare är 43 330.
Terrängen runt Figueres är huvudsakligen platt, men åt nordväst är den kuperad. Terrängen runt Figueres sluttar österut. Runt Figueres är det ganska tätbefolkat, med 80 invånare per kvadratkilometer. Figueres är det största samhället i trakten. Trakten runt Figueres består till största delen av jordbruksmark.